# Alegoría de la pintura (Artemisia Gentileschi)

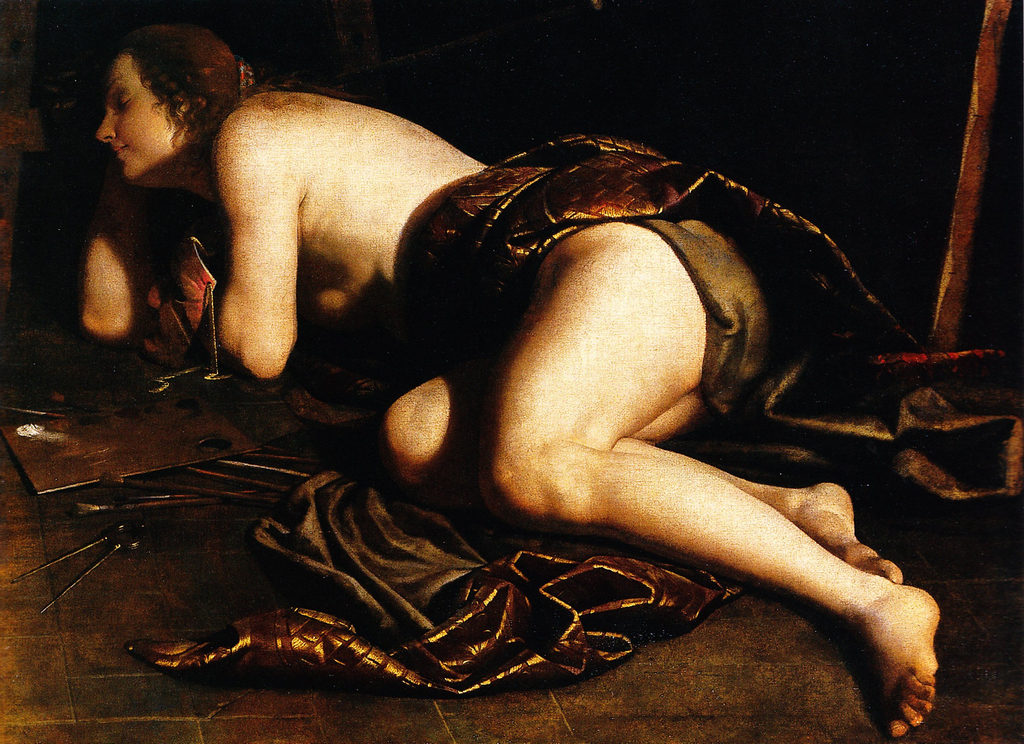
La Alegoría de la pintura de Artemisia Gentileschi.

La Alegoría de la pintura (en italiano, Allegoria della Pittura) es una obra pintada por la artista italiana barroca Artemisia Gentileschi hacia 1620. Se encuentra en el Museo de Tessé, en Le Mans, Francia. Es una de las muchas pinturas de Gentileschi con esta temática, pero en este cuadro la representación es inusual y los académicos han sugerido que posee otro sentido. La atribución a Gentileschi es reciente, de 1988.